# Alasrejo
Alasrejo is een bestuurslaag in het regentschap Banyuwangi van de provincie Oost-Java, Indonesië. Alasrejo telt 5516 inwoners (volkstelling 2010).